# Northville (Dakota del Sur)
Northville es un pueblo ubicado en el condado de Spink en el estado estadounidense de Dakota del Sur. En el Censo de 2010 tenía una población de 143 habitantes y una densidad poblacional de 146,84 personas por km².

## Geografía
Northville se encuentra ubicado en las coordenadas 45°9′19″N 98°34′46″O / 45.15528, -98.57944. Según la Oficina del Censo de los Estados Unidos, Northville tiene una superficie total de 0.97 km², de la cual 0.97 km² corresponden a tierra firme y (0%) 0 km² es agua.

## Demografía
Según el censo de 2010, había 143 personas residiendo en Northville. La densidad de población era de 146,84 hab./km². De los 143 habitantes, Northville estaba compuesto por el 97.2% blancos, el 0% eran afroamericanos, el 2.1% eran amerindios, el 0% eran asiáticos, el 0% eran isleños del Pacífico, el 0% eran de otras razas y el 0.7% pertenecían a dos o más razas. Del total de la población el 0.7% eran hispanos o latinos de cualquier raza.